# Resistència contra la radiació
La resistència o l'enduriment contra la radiació és el disseny de parts i sistemes electrònics perquè puguin suportar el dany causat per la radiació ionitzant. Aquesta radiació es produeix en l'espai exterior i en grans altituds, als cinturons de radiació de Van Allen. També es produeixen en les explosions nuclears i prop dels reactors nuclears i altres fonts de radiació.
Hi ha moltes tècniques que poden aconseguir l'«enduriment». La MRAM, memòria d'accés aleatori magnetorresistiva, es proposa com la solució de llarga durada de memòria electrònica. Aquest és el cor de la resistència a la radiació, ja que si la memòria del sistema no està danyada, el sistema pot ser reiniciat.